# Guillac, Morbihan
Guillac (tiếng Breton: Gilieg) là một xã ở tỉnh Morbihan trong vùng Bretagne tây bắc Pháp. Xã này có diện tích 21,83 km², dân số năm 1999 là 1092 người. Khu vực này có độ cao từ 19-91 mét trên mực nước biển.
Cư dân của Guillac danh xưng trong tiếng Pháp là Guillacois.